# Weyhe Vikings
Die Weyhe Vikings waren das American-Football-Team des SC Weyhe.

## Geschichte
Im Jahr 1995 in der Aufbauliga gestartet, nahm das Team ab 1996 am regulären Spielbetrieb teil. Nach zwei Aufstiegen in Folge spielten die Vikings von 1998 bis 2000 in der Oberliga, bis der Aufstieg in die Regionalliga Nordost erreicht wurde.
Nach der Saison 2003 gelang dann der Aufstieg in die 2. Bundesliga. Nach einem vierten Platz in der Saison 2004 wurde der Klassenerhalt im Jahr 2005 um einen Punkt verfehlt, so dass die Vikings im Jahr 2006 in der Regionalliga Nord spielten. Dort konnte man die Meisterschaft erringen. Die Aufstiegsrelegation gegen die Bochum Cadets aus der Regionalliga West wurde gewonnen (27:28 / 34:14), so dass die Vikings in der Saison 2007 wieder in der 2. Bundesliga spielten. Dort landete man allerdings nur auf dem letzten Platz und stieg wieder in die Regionalliga ab, wo man in der Saison 2008 den sechsten Platz belegte.
Im Jahre 2010 beschloss der Vorstand des SC Weyhe die Footballabteilung des Vereins aus wirtschaftlichen Gründen einzustellen.

## Sonstiges
Aufgrund der geografischen Nähe zu Bremen waren die Weyhe Vikings Mitglied im Bremer Verband, dem American Footballverband Nord e. V.